# 大犹太会堂 (耶路撒冷)
耶路撒冷大犹太会堂位于以色列耶路撒冷的乔治王街56号。德鲁克拉比是从会堂成立直到2009年12月11日去世的精神领袖。现任拉比大卫·福尔德先生博士。

## 历史
早在1923年，以色列首席拉比就酝酿计划在耶路撒冷兴建大型中央犹太会堂。30年后的1958年，兴建以色列拉比的驻地所罗门宫，内部设立一个小型犹太会堂。随着时间的推移，需要更多的空间，仪式迁至所罗门宫的门厅。不久之后，该建筑已经无法容纳礼拜的信徒，于是决定新建一座大型的犹太会堂。
所罗门宫董事会的董事长在所罗门宫旁购买了一块土地，英国犹太人慈善家Isaac Wolfson爵士赞助了新会堂的建造工程，以纪念在犹太人大屠杀中死难的六百万犹太人，以及以色列国防军的阵亡士兵。
该建筑的风格模仿耶路撒冷圣殿。1982年举行揭幕典礼。会堂可容纳850名男性和550名女性。Naftali Hershtik 被任命为会堂首席领唱，直到2008年12月31日由Chaim Adler接任。